# Morro Vento
Morro Vento és una vila de l'illa de Santo Antão a l'arxipèlag de Cap Verd. Està situada a la zona muntanyenca interior de l'illa, 9 kilòmetres al sud-oest de Porto Novo.